# Punagraphinotus punae
Genre
Espèce
Punagraphinotus punae, unique représentant du genre Punagraphinotus, est une espèce d'opilions laniatores de la famille des Gonyleptidae.

## Distribution
Cette espèce est endémique de la région d'Apurímac au Pérou. Elle se rencontre vers Abancay.

## Description
Le mâle holotype mesure 8,5 mm et la femelle paratype 7,5 mm.

## Étymologie
Son nom d'espèce lui a été donné en référence au lieu de sa découverte, la Puna.

## Publications originales
- Soares & Bauab-Vianna, 1973 : « Contribuição ao estudo dos Opiliões do Peru (Opiliones: Gonyleptidae). » Acta Zoologica Lilloana, vol. 29, p. 317–342.